# Mars Atmosphere and Volatile Evolution
A sonda Mars Atmosphere and Volatile Evolution (MAVEN) é um projeto científico organizado pela National Aeronautics and Space Administration (NASA) que foi lançada ao espaço no dia 18 de novembro de 2013. O objetivo da missão MAVEN é explorar a atmosfera do planeta Marte e assim determinar como ela e a água do planeta foram perdidas ao longo do tempo.
A sonda entrou em órbita de Marte em 21 de setembro de 2014, às 14 h 24 min TU.